# Alessandro Ambrosi
Alessandro Ambrosi (Fiuggi, 12 luglio 1971) è un ex calciatore italiano, di ruolo attaccante.

## Carriera

### Club
Inizia a giocare a calcio nei campionati minori, senza la trafila di un settore giovanile professionistico, trascorre cinque anni in Eccellenza con la maglie di Alatri e una in serie D con Isola Liri.
Nell'estate del 1997 viene ingaggiato della Cavese, in serie C2, dove realizza 16 reti in 31 presenze.
Nella stagione successiva fa il salto di categoria e sale in serie C1, acquistato dal Crotone, e con 19 reti contribuisce alla promozione in Serie B del club calabrese, in tandem con il compagno di reparto Andrea Deflorio che vincerà la classifica cannonieri. Con i rossoblu gioca due stagioni in Serie B, intervallate da una breve parentesi - sempre in cadetteria - nelle file del Monza.
A gennaio 2001 viene girato in prestito in Serie C1 al Catania dove, nonostante i malanni fisici, riesce a mettere a referto 10 reti. A giugno 2001 viene acquistato dall'Ancona in Serie B, ma viene impiegato pochissimo sia da mister Brini che da mister Luciano Spalletti.
Nel 2002, sfumata l'operazione di mercato complessa elaborata da Ermanno Pieroni che l'avrebbe portato al Burnley, in Premier League, viene girato al Pisa con cui gioca due campionati esaltanti che culminano nella finale play-off persa contro Albinoleffe.
Nell'estate del 2004, passa a titolo definitivo alla Juve Stabia in Serie C2. In Campania gioca 31 partite e realizza 6 gol, contribuendo alla promozione in Serie C1 dei gialloblu.
Nella stagione successiva firma un triennale con il Taranto. Con gli ionici, sebbene senza riuscire mai a ritagliarsi un ruolo da protagonista, centra l'obbiettivo della promozione in Serie C1 e la successiva finale play off per la promozione in Serie B persa contro l'Avellino. Nel 2007-2008, non rientrando più nei piani tecnici del nuovo allenatore Marco Cari, torna in Calabria, questa volta con la maglia del Cosenza, per poi passare a titolo definitivo alla Viterbese, che trascina a suon di gol fino ai play-off per la promozione in serie C2. A fine stagione, inaspettatamente, rescinde il contratto e si lega al Monterotondo, in Eccellenza, dove l'anno dopo terminerà la sua carriera.
In carriera ha totalizzato 77 presenze (e 14 reti) in Serie B.

### Nazionale
Nell'agosto del 1997 ha fatto parte della Nazionale universitaria italiana, che in Sicilia ha vinto la medaglia d'oro al torneo di calcio della XIX Universiade, siglando tre reti..

## Palmarès

### Giocatore

#### Competizioni nazionali
- Serie D: 1

Cosenza: 2007-2008

#### Nazionale
- Universiade: 1

Sicilia 1997

### Individuale
- Capocannoniere della Serie C2: 1

1997-1998: (16 gol)
- Capocannoniere della Serie C1: 1

1998-1999 (19 gol)